# کارلوس مونتروسو
کارلوس مونتروسو (اسپانیایی: Carlos Monterroso‎؛ زادهٔ ۲۸ ژوئیهٔ ۱۹۴۸) بازیکن فوتبال اهل گواتمالا بود.
وی همچنین در تیم ملی فوتبال گواتمالا بازی کرده‌است.